# Генрјаку
Генрјаку (元暦) је јапанска ера (ненко) која је настала после Џуеи и пре Бунџи ере. Временски је трајала од априла 1184. до августа 1185. године и била је последња ера у Хејан периоду. Након ње почиње Камакура период. Владајући цареви били су Антоку и Го-Тоба.

## Важнији догађаји Генрјаку ере
- 1185. (Генрјаку 2, двадесетчетврти дан трећег месеца): Кланови Таира (познате и као Хеике) и Минамото (Генџи) сукобиле су се у бици Дан но ура. Клан Таира је у овој борби потпуно поражен.[4]
- 1185. (Генрјаку 2, девети дан седмог месеца): Велики земљотрес у престоници и локалним провинцијама.[4]